# Whitfield (Northamptonshire)
Pour les articles homonymes, voir Whitfield.
Whitfield est une paroisse civile et un village du Northamptonshire, en Angleterre.